# 金舜臣
金舜臣（1450年—？），字汝弼，山西平陽府襄陵縣人，平陽衛籍。明朝政治人物。進士出身。

## 生平
山西鄉試第三十名。成化八年（1472年）壬辰科會試第一百七名，殿試登進士第三甲第一百二十二名。

## 家族
曾祖父金太。祖父金真。父亲金全，曾任府同知。母杨氏。弟舜卿、舜鄰、舜佐、舜佑、舜民、舜賓、舜問。